# Внешний сплетениевидный слой
Внешний сплетениевидный слой (англ. outer plexiform layer, OPL) — один из десяти слоёв сетчатки позвоночных, образованный синапсами между фоторецепторами и биполярными и горизонтальными клетками.
Дендриты биполярных и горизонтальных клеток соединяются с синаптическими окончаниями аксонов фоторецепторов и формируют первую ступень интраретинальной переработки информации. В этом слое содержится глубокая сетка ретинальных капилляров, которая исходит из центральной артерии сетчатки. Эти сосуды проходят строго на поверхности слоя и почти не выступают в соседние слои.
Толщина слоя составляет 20 мкм.